# Лясковець (Опольське воєводство)
Лясковець (пол. Laskowiec, нім. Haselvorwerk) — село в Польщі, у гміні Біла Прудницького повіту Опольського воєводства.
Населення — 91 особа (2011).

## Демографія
Демографічна структура станом на 31 березня 2011 року:
|          | Загалом | Допрацездатний вік | Працездатний вік | Постпрацездатний вік |
| -------- | ------- | ------------------ | ---------------- | -------------------- |
| Чоловіки | 47      | 9                  | 38               | 0                    |
| Жінки    | 44      | 13                 | 22               | 9                    |
| Разом    | 91      | 22                 | 60               | 9                    |